# Christian Danner
Christian Josef Danner (* 4. April 1958 in München) ist ein deutscher Formel-1-Kommentator bei RTL und ehemaliger Automobilrennfahrer. Unter anderem startete er in den 1980er Jahren bei 36 Rennen der Formel-1-Weltmeisterschaft, in den 1990er Jahren startete Danner in der DTM. Außerdem nahm er zeitweise an der IndyCar-Serie teil. Sein Vater war der bekannte Unfallforscher Max Danner.

## Karriere

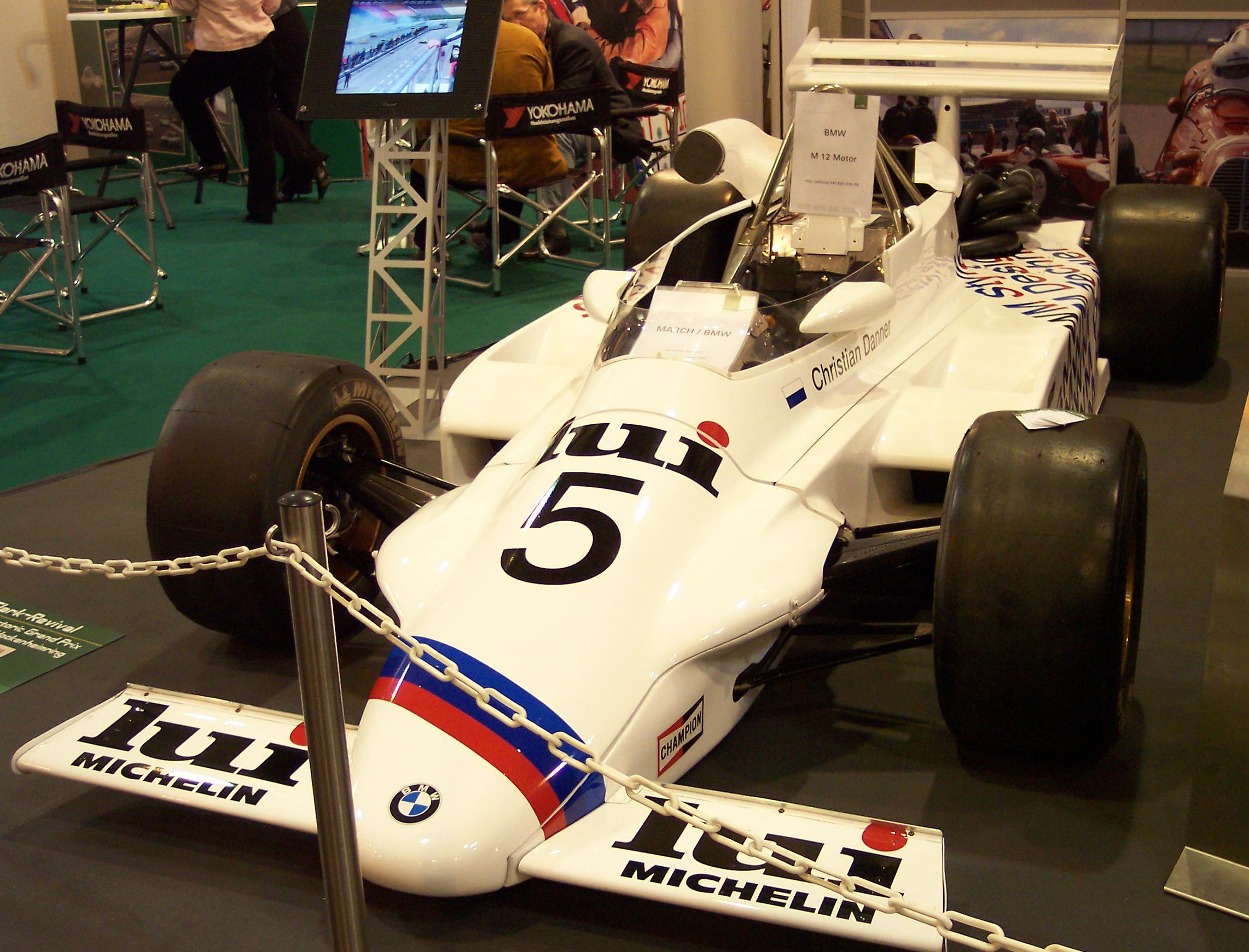
Danners Formel-2-March 822 von 1982

Danner begann seine Motorsportkarriere nach seinem Abitur 1977, abgelegt am Karlsgymnasium München-Pasing, im Renault-5-Cup und wechselte Anfang der 1980er Jahre in die Formel 2. Am 24. April 1983 sicherte er sich beim ADAC-Eifelrennen den Formel-2-Rundenrekord auf der Nordschleife des Nürburgrings. Ab 1985 startete Danner in der neu geschaffenen Formel-3000-Europameisterschaft, in der er als erster Fahrer die Gesamtwertung gewann. Darüber hinaus nahm er dreimal am traditionsreichen 24-Stunden-Rennen von Le Mans teil, konnte dort jedoch keine Erfolge erzielen.

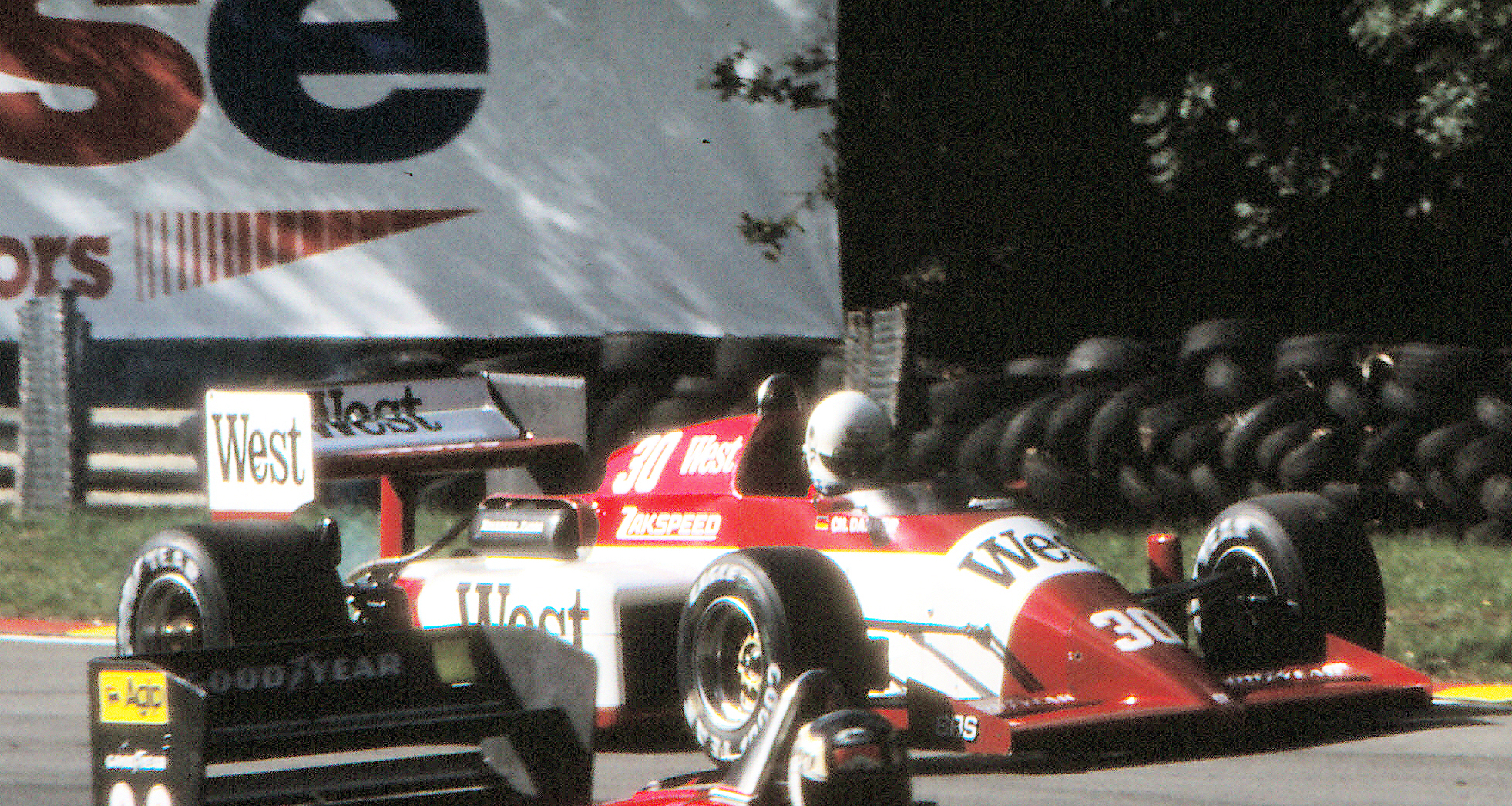
Im Zakspeed F1 beim Training zum Großen Preis von Europa 1985

Zwischen 1985 und 1989 startete Danner in der Formel 1, wo er jedoch zumeist mit technisch unterlegenem Material antreten musste. Bei 36 Starts erreichte er nur in 15 Rennen das Ziel und errang dabei insgesamt vier WM-Punkte. 21-mal schied Danner vorzeitig aus, zehnmal verpasste er gar die Qualifikation zum Rennen. Da Danners Körpergröße (1,86 m) Umbaumaßnahmen am Wagen notwendig gemacht hätte, die bis zum Saisonauftakt nicht umsetzbar gewesen wären, wurde im Februar 1986 ein kurz vorher geschlossener Vertrag mit dem Formel-1-Rennstall Équipe Ligier aufgelöst.
Nach seinem Rückzug aus der Formel 1 nahm Danner an Rennen der US-amerikanischen IndyCar World Series und der DTM teil. Er wurde der erste deutsche Fahrer der Geschichte, der sowohl in der Formel 1 als auch bei den IndyCars Meisterschaftspunkte erringen konnte. In der DTM gewann Danner zwischen 1988 und 1996 fünf Rennen und stand insgesamt 19-mal auf dem Podium der ersten drei. In seiner erfolgreichsten Saison wurde er 1993 mit einem Alfa Romeo 155 V6 TI Fünfter der Gesamtwertung.
1997 zog sich Danner aus dem aktiven Motorsport zurück. Ein Jahr später löste er Jochen Mass als Co-Kommentator der Live-Übertragungen der Formel 1 beim Privatsender RTL ab und wurde Verkehrssicherheitsexperte bei VOX (Auto Mobil, vormals auto motor und sport tv). 1999 wurde er mit dem Deutschen Fernsehpreis in der Rubrik „Beste Sport TV-Live Übertragung“ ausgezeichnet. Neben seiner Tätigkeit für das Fernsehen schreibt Danner regelmäßig Kolumnen in der monatlich erscheinenden Mitgliederzeitschrift ADAC Motorwelt (bis 2010) und kommentiert auf der Online-Plattform Motorsport-Magazin.com.
Als Rennfahrer betätigte sich Danner nur noch im semi- bis nicht-professionellen Bereich. So nahm er 2005 und 2006 an der Veteranenrennserie GP Masters teil und startete gelegentlich in der Mini Challenge.
2019 startete Danner mit einem McLaren 570S in der ADAC GT4 Germany.
Seit der Saison 2020/21 berichtet er live über die FIA-Formel-E-Weltmeisterschaft.

## Sonstiges
In den Jahren 2006 und 2011 synchronisierte Danner für die Pixar-Animationsfilme Cars, an dem auch weitere Rennfahrerkollegen wie Michael Schumacher, Mika Häkkinen und Niki Lauda mitwirkten, bzw. Cars 2 den Charakter des „Chris Dinner“. 
Christian Danner ist Vegetarier.

## Statistik

### Statistik in der Formel-1-Weltmeisterschaft

#### Gesamtübersicht
| Saison | Team                 | Chassis            | Motor                    | Rennen | Siege | Zweiter | Dritter | Poles | schn. Rennrunden | Punkte | WM-Pos. |
| ------ | -------------------- | ------------------ | ------------------------ | ------ | ----- | ------- | ------- | ----- | ---------------- | ------ | ------- |
| 1985   | West Zakspeed Racing | Zakspeed 841       | Zakspeed 1500/4 1.5 L4t  | 2      | −     | −       | −       | −     | −                | −      | 32.     |
| 1986   | Osella Squadra Corse | Osella FA1F        | Alfa Romeo 1.5 V8t       | 5      | –     | –       | –       | –     | –                | –      | 18.     |
| 1986   | Barclay Arrows BMW   | Arrows A8          | BMW 1.5 L4t              | 10     | –     | –       | –       | –     | –                | 1      | 18.     |
| 1987   | West Zakspeed Racing | Zakspeed 861 / 871 | Zakspeed 1.5 L4t         | 15     | –     | –       | –       | –     | –                | –      | 22.     |
| 1989   | Rial Racing          | Rial ARC2          | Ford Cosworth DFR 3.5 V8 | 4      | –     | –       | −       | –     | –                | 3      | 22.     |
| Gesamt | Gesamt               | Gesamt             | Gesamt                   | 36     | –     | –       | –       | –     | –                | 4      |         |

#### Einzelergebnisse
| Saison | 1   | 2   | 3   | 4   | 5   | 6   | 7   | 8   | 9   | 10  | 11  | 12  | 13  | 14  | 15  | 16 |
| ------ | --- | --- | --- | --- | --- | --- | --- | --- | --- | --- | --- | --- | --- | --- | --- | -- |
| 1985   |     |     |     |     |     |     |     |     |     |     |     |     |     |     |     |    |
|        |     |     |     |     |     |     |     |     |     |     |     | DNF | DNF |     |     |    |
| 1986   |     |     |     |     |     |     |     |     |     |     |     |     |     |     |     |    |
| DNF    | DNF | DNF | DNQ | DNF | DNF | DNF | 10  | DNF | DNF | DNF | 6   | 8   | 11  | 9   | DNF |    |
| 1987   |     |     |     |     |     |     |     |     |     |     |     |     |     |     |     |    |
| 9      | 7   | DNF | EX  | 8   | DNF | DNF | DNF | DNF | 9   | 9   | DNF | DNF | DNF | DNF | 7   |    |
| 1989   |     |     |     |     |     |     |     |     |     |     |     |     |     |     |     |    |
| 14     | DNQ | DNQ | 12  | 4   | 8   | DNQ | DNQ | DNQ | DNQ | DNQ | DNQ | DNQ |     |     |     |    |

| Legende  | Legende            | Legende                                                          |
| Farbe    | Abkürzung          | Bedeutung                                                        |
| -------- | ------------------ | ---------------------------------------------------------------- |
| Gold     | –                  | Sieg                                                             |
| Silber   | –                  | 2. Platz                                                         |
| Bronze   | –                  | 3. Platz                                                         |
| Grün     | –                  | Platzierung in den Punkten                                       |
| Blau     | –                  | Klassifiziert außerhalb der Punkteränge                          |
| Violett  | DNF                | Rennen nicht beendet (did not finish)                            |
| Violett  | NC                 | nicht klassifiziert (not classified)                             |
| Rot      | DNQ                | nicht qualifiziert (did not qualify)                             |
| Rot      | DNPQ               | in Vorqualifikation gescheitert (did not pre-qualify)            |
| Schwarz  | DSQ                | disqualifiziert (disqualified)                                   |
| Weiß     | DNS                | nicht am Start (did not start)                                   |
| Weiß     | WD                 | zurückgezogen (withdrawn)                                        |
| Hellblau | PO                 | nur am Training teilgenommen (practiced only)                    |
| Hellblau | TD                 | Freitags-Testfahrer (test driver)                                |
| ohne     | DNP                | nicht am Training teilgenommen (did not practice)                |
| ohne     | INJ                | verletzt oder krank (injured)                                    |
| ohne     | EX                 | ausgeschlossen (excluded)                                        |
| ohne     | DNA                | nicht erschienen (did not arrive)                                |
| ohne     | C                  | Rennen abgesagt (cancelled)                                      |
| ohne     | keine WM-Teilnahme |                                                                  |
| sonstige | P/fett             | Pole-Position                                                    |
| sonstige | 1/2/3/4/5/6/7/8    | Punktplatzierung im Sprint-/Qualifikationsrennen                 |
| sonstige | SR/kursiv          | Schnellste Rennrunde                                             |
| sonstige | *                  | nicht im Ziel, aufgrund der zurückgelegten Distanz aber gewertet |
| sonstige | ()                 | Streichresultate                                                 |
| sonstige | unterstrichen      | Führender in der Gesamtwertung                                   |

### Le-Mans-Ergebnisse
| Jahr | Team                      | Fahrzeug  | Teamkollege              | Teamkollege       | Platzierung | Ausfallgrund    |
| ---- | ------------------------- | --------- | ------------------------ | ----------------- | ----------- | --------------- |
| 1981 | Helmut Marko RSM          | BMW M1    | Leopold Prinz von Bayern | Peter Oberndorfer | Ausfall     | Kurbelwelle     |
| 1985 | Kreepy Krauly Racing      | March 85G | Graham Duxbury           | Almo Coppelli     | Rang 22     |                 |
| 1986 | Kouros Sauber Racing Team | Sauber C8 | Henri Pescarolo          | Dieter Quester    | Ausfall     | Getriebeschaden |

### Einzelergebnisse in der Sportwagen-Weltmeisterschaft
| Saison | Team                        | Rennwagen   | 1   | 2   | 3   | 4   | 5   | 6   | 7   | 8   | 9   | 10  | 11  | 12  | 13  | 14  | 15  |
| ------ | --------------------------- | ----------- | --- | --- | --- | --- | --- | --- | --- | --- | --- | --- | --- | --- | --- | --- | --- |
| 1981   | BMW Italia Marko RSM        | BMW M1      | DAY | SEB | MUG | MON | RIV | SIL | NÜR | LEM | PER | DAY | WAT | SPA | MOS | ROA | BRH |
| 1981   | BMW Italia Marko RSM        | BMW M1      |     |     | 8   |     |     |     |     | DNF | DNF |     |     |     |     |     |     |
| 1984   | Canon Racing                | Porsche 956 | MON | SIL | LEM | NÜR | BRH | MOS | SPA | IMO | FUJ | KYA | SAN |     |     |     |     |
| 1984   | Canon Racing                | Porsche 956 | 4   |     |     |     |     |     |     |     |     |     |     |     |     |     |     |
| 1985   | Krauly Racing Cosmic Racing | March 85G   | MUG | MON | SIL | LEM | HOK | MOS | SPA | BRH | FUJ | SEL |     |     |     |     |     |
| 1985   | Krauly Racing Cosmic Racing | March 85G   |     |     |     | 22  | DNF | DNF | 7   |     |     | 8   |     |     |     |     |     |
| 1986   | Sauber Motorsport           | Sauber C8   | MON | SIL | LEM | NÜN | BRH | JER | NÜR | SPA | FUJ |     |     |     |     |     |     |
| 1986   | Sauber Motorsport           | Sauber C8   | DNF |     |     |     |     |     |     |     |     |     |     |     |     |     |     |
| 1988   | Mussato Car                 | Lancia LC2  | JER | JAR | MON | SIL | LEM | BRÜ | BRH | NÜR | SPA | FUJ | SAN |     |     |     |     |
| 1988   | Mussato Car                 | Lancia LC2  | DNF |     |     |     |     |     |     |     |     |     |     |     |     |     |     |